# Marian Mario Cristian
Marian Mario Cristian (n. București, România) este un producător de film, antreprenor și fost sportiv de performanță român. Este cunoscut pentru implicarea sa în cinematografia independentă, pentru inițiativele culturale de tip caravană și pentru promovarea educației prin film și antreprenoriat creativ.

## Biografie
Mario Marian și-a început parcursul profesional ca sportiv de performanță la Clubul Sportiv al Armatei Steaua, unde a obținut medalii naționale și internaționale, printre care și o medalie de bronz la Campionatele Europene de Lupte (2007). Această experiență i-a format caracterul și i-a insuflat o disciplină riguroasă, pe care a aplicat-o ulterior în domenii precum managementul de proiect, marketing și producție cinematografică.
După încheierea carierei sportive, a activat în sectorul construcțiilor și managementului imobiliar, coordonând echipe și proiecte de dezvoltare urbană. Tranziția spre marketing și antreprenoriat s-a realizat natural, prin implicarea sa în consultanță, publicitate și campanii de promovare, unde a utilizat abilități analitice și creative pentru a construi strategii de comunicare pentru diverse branduri și ONG-uri.

## Activitate cinematografică
Mario Marian este fondatorul casei de producție Palafilm și a produs sau co-produs o serie de filme de succes, printre care:
- Coborâm la prima – un film care explorează solidaritatea umană în contexte de criză;
- Mai departe – documentar inspirat de viața fostului rugbist George Baltă;
- Clouds of Chernobyl – o dramă emoționantă despre efectele dezastrului nuclear;
- Doina și Ion Aldea Teodorovici – documentar dedicat luptei pentru identitate culturală în Basarabia.

Prin asociația Eurofest, a organizat caravane cinematografice în peste 60 de orașe din România, aducând filmul în comunități lipsite de infrastructură culturală. Evenimentele au atras zeci de mii de participanți și au devenit o formă alternativă de educație și coeziune socială.

## Educație
Mario Marian deține:
- Specializare Markstrat în Antreprenoriat și Marketing Internațional (Université Savoie Mont Blanc, Franța),
- un Master în Marketing Strategic și un Master în Consultanță în Afaceri (Universitatea din București),
- și este în curs de finalizare a unui Master în Managementul Crizelor și Prevenirea Conflictelor la Universitatea Națională de Apărare „Carol I”.

Formarea sa academică reflectă o abordare interdisciplinară, cu accent pe strategie, inovație și leadership.

## Inițiative și proiecte
Pe lângă activitatea în film, Mario Marian este fondatorul unor proiecte educaționale și civice precum:
- Liga Sportivilor – program de susținere a tinerilor sportivi din România;
- Școala Cunoașterii – platformă de autoeducație și reflecție critică;
- Tranzit TV – inițiativă media independentă de producție video-documentară;
- ARCSA – asociație pentru solidaritate socială și educație non-formală.

Este, de asemenea, certificat ca formator și evaluator de competențe profesionale.

## Viziune și filozofie
Mario Marian susține o viziune integratoare asupra carierei, în care domenii aparent diferite (sport, marketing, film, educație) sunt conectate prin valorile comune ale perseverenței, solidarității și inovației. Filozofia sa de viață – „Viața este drumul către viață” – reflectă convingerea că transformarea personală și impactul social se realizează pas cu pas, prin angajament constant și adaptabilitate.

## Premii și recunoașteri
- Medaliat cu bronz la Campionatele Europene de Lupte (2007)
- Câștigător al programului de practică în marketing CORA (2015)
- Distins pentru contribuții culturale prin Caravana cinematografică Eurofest

## Activități recente
În prezent, lucrează la o serie de proiecte cinematografice și educaționale cu tematici istorice și sociale, precum și la dezvoltarea unei platforme de antreprenoriat creativ destinată tinerilor. Planurile sale includ producții de impact și inițiative care combină arta, educația și implicarea comunitară.